# Vanscoy
Vanscoy es un pueblo canadiense situado en la provincia de Saskatchewan.

## Superficie
Vanscoy tiene una superficie de 2,47 km².

## Demografía
En 2021, tenía 477 habitantes, una densidad poblacional de 193,3 hab./km², y 206 viviendas.